# Austrolimnophila mobilis
Austrolimnophila mobilis är en tvåvingeart som först beskrevs av Alexander 1934.  Austrolimnophila mobilis ingår i släktet Austrolimnophila och familjen småharkrankar. Inga underarter finns listade i Catalogue of Life.